# サマー・ラブ (尾崎紀世彦の曲)
「サマー・ラブ」（Summer Love）は、尾崎紀世彦の楽曲。1987年3月21日、28枚目のシングルとしてCBSソニーより発売。規格品番は07SH 1886。

## 解説
1987年、アサヒビール「アサヒ生ビール」のコマーシャルソング。CFイメージソングとして、プロゴルファーの青木功と尾崎将司が、リゾートの海をバックにビールを酌みかわす映像とともに「サマー・ラブ」が使用された。シングル・ジャケットにも同様の2人のバックショットが使われ、歌詞カードにはタキシード姿の尾崎紀世彦の写真が掲載されている。
尾崎は当時のインタビューに「この曲の収録はフィルムを見ながらイメージを出して、なるべく喉を開いて、ビールのイメージソングってこともあるし、何しろ爽やかに歌おうと思った」と答えている。オリコンチャート登場16週を記録、同楽曲のヒットをきっかけとしてアルバム『Memories of Summer Love』も制作された。

## 収録曲
- 両曲とも、作詞：なかにし礼、作曲：井上大輔、作曲・編曲：井上大輔・前田憲男

1. サマー・ラブ
2. 愛は奇跡

## 収録アルバム
オリジナル・アルバム
- 『Memories of Summer Love』 (#06) 1987年

ベスト・アルバム
- 『ザ・プレミアム・ベスト尾崎紀世彦』 (#23) 2009年
- 『GOLDEN☆BEST 尾崎紀世彦 サマー・ラブ』 (#01) 2012年

コンピレーション・アルバム
- 『SUMMER SONG COLLECTION ～HIT SONGS IN SUMMER～』 (#12) 1988年
- 『井上大輔21メモリアルヒッツ 〜エヴァーリゾート〜』 (#16) 2000年
- 『愛と青春のベスト・ヒット (男性ボーカル編)』 (#11) 2001年[5]
- 『夏歌』 (#15) 2004年
- 『井上大輔 主題歌・CMワークス』 (disc2 #17) 2016年[6]

## リリース日一覧
| リリース日    | 規格 | 規格品番  | 摘要                              |
| ------------- | ---- | --------- | --------------------------------- |
| 1987年3月21日 | EP   | 07SH 1886 | オリジナル盤                      |
| 1987年3月21日 | CT   | 10KH 2116 | シングル・カセット                |
| 2012年10月1日 | AAC  | 音楽配信  | 『Memories of Summer Love』 (#06) |

## カバー
サマー・ラブ
- 尾崎将司（1987年、シングル「Summer Love」収録）CM出演者によるカバー
- 森進一（1987年、カバー・アルバム『悲しいけれど』収録）
- 井上大輔（1988年、アルバム『BLUE』収録）作曲者によるセルフカバー